# タグチジャパン
タグチジャパンは、新日本プロレスのユニット。

## 概要
2017年1月5日に正規軍の田口隆祐、棚橋弘至、中西学がタッグを結成してNEVER6人タッグ王者のLOS INGOBELNABLES de JAPON(BUSHI、EVIL、SANADA)に突如挑戦して勝利を収め、第10代王者組となった。この王者組を母体として結成されたユニットである。
田口が自ら「監督」となってサッカーのサムライブルーや野球の侍ジャパンをモチーフとしたユニットで、試合中に監督の田口による戦術指揮やミーティング、かつて読売ジャイアンツで指揮を執った原辰徳が行なっていた「グータッチ」等のパフォーマンスも見られた。田口はメンバーの追加、入れ替えや監督交代の可能性も示唆していた。また、敵対しているユニットからも招集(勧誘)することもあった（例として、SANADAやオカダ・カズチカなど）。さらに、ワールドプロレスリングの放送を中継しているテレビ朝日の深夜ドラマ『豆腐プロレス』の出演を機に大のプロレスファンとなったアイドルグループ・SKE48の松井珠理奈が劇中で演じる｢ハリウッドJURINA｣として、強化指定選手の扱いで参加していた。
サッカーの選手とサポーターの関係になぞらえて、ファンのことを「12人目の選手」と呼んでいた。
東京オリンピック2020、および東京パラリンピック2020を応援する意味合いもあり、オリンピックが終了した2021年8月20日をもって解散（のちに活動休止と変更）を発表した。
2022年10月、田口、棚橋、ヒクレオがNEVER6人タッグ王座に挑戦表明した事を機に活動を再開。

### チーム名について
2017年1月5日の結成時には急造チームだったこともあり、チーム名はなくリーダーも決まっていなかった。棚橋は試合後、「まぁ、おいおい、チーム名、発表しますんで」「（このタッグの司令塔は誰になるか、の問いに）それも、これからです」とコメントした。
翌シリーズ開幕戦前、以前より発売されていた田口の応援サングラスに新色が追加された。新日本プロレスの社員が作成した商品説明によれば、「サッカー日本代表をイメージした」ような青で、その説明には「タグチジャパン」という文言が含まれていた。
これを見た棚橋が、「チーム名『タグチジャパン』だったのか」とTwitterで自らツイートした。田口もこれに「全乗っかり」する形でチーム名が「タグチジャパン」に決定し、「監督」としてチームを率いることになった。

## 略歴

### 2017年
- 1月5日、田口、棚橋、中西がNEVER6人タッグ王座に挑戦して勝利し、第10代王者組となる。
- 1月27日、タグチジャパンと名前がついてから本格始動。
- 2月11日、前王者組（BUSHI、EVIL、SANADA）のリマッチを受けるが防衛に失敗し、王座から陥落した。同日に田口がIWGPジュニアヘビー級王座を防衛した高橋ヒロムに挑戦を表明する。
- 3月6日、田口がヒロムの所持するIWGPジュニアヘビー級王座に挑戦するも敗れる。「田口監督の仇を取る」とKUSHIDAがヒロムに挑戦を表明した。
- 3月20日の試合後に監督から第2期代表メンバーの発表があり田口、棚橋、リコシェの3人でのNEVER6人タッグ王座へのリマッチを表明。
- 4月4日、BUSHI、EVIL、SANADA組に勝利しNEVER6人タッグ王座を奪還する。
- 4月4日、新日本プロレスの公式YouTubeにて「タグチジャパンプレゼンツ　激闘クロニクル月刊シックス・ナイン」が公開され、タグチジャパンの監督でもある田口がMCを務めた。
- 4月9日、KUSHIDAがヒロムの所持するIWGPジュニアヘビー級王座に挑戦。KUSHIDAもヒロムの入場中に奇襲を仕掛けたり、開始早々にホバーボードロックを掛けるなど早くも勝負を仕掛けたが王者・ヒロムの必殺技を二発受け1分56秒で瞬く間に3カウントを奪取され衝撃の秒殺で敗れた。試合後、リコシェがヒロムに挑戦を表明した。
- 4月14日、ヨシタツがスタッフとして加入する[7]。
- 4月24日、ヨシタツがスタッフから三上博史枠へ昇格した[8]。
- 4月29日、リコシェがヒロムに挑戦するも敗れる。
- 5月3日、BUSHI、EVIL、SANADAのリマッチを受けるが防衛に失敗し、王座から陥落した。
- BEST OF THE SUPER Jr.24のAブロックにリコシェとドラゴン・リー、Bブロックに田口とKUSHIDAの出場が発表された。
- SUPER Jr途中で棚橋が欠場、監督の田口も公式リーグ戦があるため棚橋の代理で出場していた小島聡が助監督に就任した。
- 5月4日、ヨシタツが戦力外を通告された[9]。
- 5月31日、リコシェとリーがBEST OF THE SUPER Jr.24を予選落ちで終わる。
- 6月1日、田口がBEST OF THE SUPER Jr.24を予選落ちで終わる。
- 6月3日、KUSHIDAがBEST OF THE SUPER Jr.24で優勝する。
- 小島が助監督を解任され、代表入りとなる。
- 6月6日、第3期A代表を発表。[10]
- 6月11日、KUSHIDAがヒロムの持つIWGPジュニアヘビー級王座に3度目の挑戦で勝利し、第77代王者となる。第3期A代表がNEVER6人タッグ王座に挑戦するも敗れた。
- 6月14日、第4期A代表を発表。[11]
- 6月20日、第4期A代表がNEVER6人タッグ王座に挑戦するも敗れる。
- 6月27日、KUSHIDAがIWGPジュニアヘビー級選手権試合でBUSHIと対戦し、初防衛に成功する。
- 8月13日、G1クライマックス両国国技館大会にて田口＆リコシェ組（ファンキーフューチャー）がニック・ジャクソン＆マット・ジャクソン組（ヤングバックス）が持つIWGPジュニアタッグに挑戦し、第53代王者となった。
- 9月8日、田口がバスケットボールの要素を取り入れる[12]。
- 9月16日、田口&リコシェ組がIWGPジュニアタッグ選手権試合でタイチ&金丸義信組と対戦し初防衛に成功する。
KUSHIDAがIWGPジュニアヘビー級選手権試合でエル・デスペラードと対戦、2回目の防衛に成功する。
棚橋がザック・セイバーJr.とIWGPインターコンチネンタル選手権試合を行い、王座防衛に成功した。
- 10月9日、田口&リコシェ組がIWGPジュニアタッグ選手権試合でロッキー・ロメロが連れて来る新タッグチームYOH&SHOの“ROPPONGI 3K”と対戦したが、リコシェがピンフォールを奪われ王座から陥落した。
KUSHIDAがIWGPジュニアヘビー級選手権試合でウィル・オスプレイと対戦するも敗北を喫し、王座から陥落した。
- 10月10日、田口がACHと、KUSHIDAが川人拓来とのタッグでSUPER Jr. TAG TOURNAMENTへの出場が発表された。
- 11月5日、田口&ACH組がSUPER Jr. TAG TOURNAMENT決勝戦で敗退となり、準優勝に終わった。
棚橋が飯伏幸太とIWGPインターコンチネンタル選手権試合を行い、王座防衛に成功した。
- 11月6日、『WRESTLE KINGDOM 12 in 東京ドーム』の第2弾カードとして棚橋ｖｓジェイ・ホワイトのIWGPインターコンチネンタル選手権試合が、マーティ・スカルｖｓKUSHIDAｖｓオスプレイｖｓヒロムのIWGPジュニアヘビー級選手権試合“4WAY”戦が正式決定した。
- 12月19日、1.4東京ドーム大会でのNEVER無差別級6人タッグ選手権試合ガントレットマッチに田口&真壁&ジュース組が挑戦することが発表された。
- 12月20日、第5期A代表を発表し川人、海野翔太、八木哲大が育成枠に追加された。[13]

### 2018年
- 1月4日、中西学&フィンレー&チーズバーガーが1分時間差バトルロイヤル ～ニュージャパンランボー～に参戦するも途中で失格となり、優勝は逃した。
田口&真壁&ジュースがNEVER無差別級6人タッグ戦ガントレットマッチに挑戦したが、田口が矢野通から丸め込まれて破れ王座奪取には至らなかった。
KUSHIDAがIWGPジュニアヘビー級王座に4WAYマッチで挑むも王座奪取はならなかった。
棚橋がホワイトとIWGPインターコンチネンタル王座戦を行い、王座防衛に成功した。
- 1月24日、小島が左膝前十字靭帯断裂により欠場が決定。
田口&真壁がトーア・ヘナーレと組んでNEVER無差別級6人タッグ王座に挑戦するも敗れ、王座奪取とはならなかった。
また、棚橋が鈴木みのるとIWGPインターコンチネンタル選手権試合を行うも、鈴木に膝十字固めを極められレフェリーストップとなって敗れ王座から陥落した。棚橋は、この鈴木との試合が原因で右ヒザ変形性関節症の怪我を負い、1月28日札幌大会から2月10日大阪大会まで欠場することが決定した。
- 2月24日、チーズバーガーが元メンバーのライガーとROHのデリリアスと組んでNEVER無差別級6人タッグ王座に挑戦するも敗れ、王座奪取はならなかった。
- 2月27日、NEW JAPAN CUPに棚橋とジュースの出場が発表された。
- 3月9日、棚橋が右ヒザ変形性関節症から復帰するも、真壁刀義が左ヒザ負傷で欠場することが決定した。
- 3月15日、負傷欠場中だった真壁が復帰した。
- 3月16日、ジュースがNEW JAPAN CUP準決勝で同門の棚橋と対戦して敗北、敗退となった。
- 3月21日、棚橋がNEW JAPAN CUP決勝戦でザック・セイバーJr.と対戦したが敗北、準優勝に終わった。
- 3月26日、フィンレーがIWGP USヘビー級王座の防衛に成功したホワイトをスピアーで襲撃、「4.24後楽園で王座に挑戦する！」とアピールし、王座挑戦をブチ上げた。
- 4月1日、第6期A代表の田口&真壁&エルガンがNEVER無差別級6人タッグ王座に挑戦するも敗れ、王座奪取はならなかった。
- 4月21日、育成枠の八木哲大が右腕尺骨骨折のため4月22日（日）大洗大会から欠場することが決定した。
- 4月24日、フィンレーがホワイトの持つIWGP USヘビー級王座に挑戦したが敗れ、タイトル奪取はならなかった。
- 4月27日、第7期A代表とヘナーレの加入が発表された。[14]
ジュースが後藤洋央紀の持つNEVER無差別級王座に挑戦したが敗れた。タイトル奪取とはならなかったものの、試合後にマイケル・エルガンが鈴木軍のタイチと共に次期挑戦者に名乗りを挙げた。
- 5月4日、KUSHIDAがオスプレイの持つIWGPジュニアヘビー級王座、棚橋がオカダ・カズチカの持つIWGPヘビー級王座にそれぞれ挑戦するも、共に敗れた。どちらもタイトル奪取はならなかった。
- 5月7日、BEST OF THE SUPER Jr. 25のBブロックにKUSHIDAと田口とリーが出場することが発表された。
- 6月3日、KUSHIDAと田口とリーがBEST OF THE SUPER Jr. 25を予選落ちで終える。
- 6月9日、エルガンが後藤洋央紀の持つNEVER無差別級王座にタイチを加えた3WAY戦で挑戦し勝利、タイトル奪取に成功した。
- 6月17日、エルガンが後藤を相手にNEVER無差別級王座の初防衛戦を行うも、敗北して王座を失った。
- 6月18日、G1 CLIMAX28のAブロックに棚橋と真壁とエルガン、Bブロックにジュースがそれぞれ出場することが発表された。
- 7月7日、ジュースがホワイトの持つIWGP USヘビー級王座に挑戦し、第3代IWGP USヘビー級王者となった。
- 8月10日、真壁とエルガンがG1 CLIMAX28を予選落ちで終える。
- 8月11日、ジュースがG1 CLIMAX28を予選落ちで終える。
- 8月12日、棚橋がG1 CLIMAX28 Bブロック1位の飯伏に勝利し、3年振り3度目の優勝を果たした。

### 2019年
- 1月4日、メインイベントで棚橋がケニー・オメガからIWGPヘビー級王座を、第5試合でジュースがCodyからIWGPUSヘビー級王座をそれぞれ奪取も、第6試合でKUSHIDAが石森太二に敗れIWGPジュニアヘビー級王座を失う。また、第0試合のNEVER無差別級6人タッグ選手権試合ナンバーワン・コンデンター・ガントレットマッチに真壁＆矢野＆田口組が出場し勝利。翌5日後楽園大会での王座挑戦権を獲得した。
- 1月5日、真壁＆矢野＆田口組がNEVER無差別級6人タッグ王者組（タマ・トンガ 、タンガ・ロア 、石森太二）とのタイトルマッチに挑むも敗北を喫した。
- 1月30日、真壁＆矢野＆田口組がNEVER無差別級6人タッグ王座を奪取。以降、2月22日にコルト・カバナ 、デリリアス 、チーズバーガー組、4月22日にタマ・トンガ、タンガ・ロア、ヒクレオ組、 6月17日にエル・ファンタズモ 、チェーズ・オーエンズ 、高橋裕二郎組を相手に防衛に成功する。
- 2月11日、棚橋がジェイ・ホワイトに敗れ王座陥落。田口が石森の持つIWGPジュニアヘビー級王座に挑戦するも敗北。
- 2月23日、フィンレーが試合中に左肩を負傷。エントリーされていたNEW JAPAN CUPを欠場することとなり、田口が代打として11年振りに出場することとなった。
- 3月8日、NEW JAPAN CUP1回戦でジュースがオーエンズに敗北。
- 3月10日、田口がNEW JAPAN CUP1回戦で天山広吉に、棚橋が海野翔太に勝利。
- 3月11日、NEW JAPAN CUP1回戦で矢野がデイビーボーイ・スミス・ジュニアに勝利も、真壁がコルト・カバナに敗北。
- 3月16日、田口と棚橋がNEW JAPAN CUP2回戦で対戦、棚橋がドラゴンスープレックスホールドで勝利。
- 3月17日、矢野がNEW JAPAN CUP2回戦でコルト・カバナと対戦も敗北。
- 3月21日、棚橋がNEW JAPAN CUP準々決勝戦でザック・セイバーJr.に勝利。
- 3月23日、棚橋がNEW JAPAN CUP準決勝戦でSANADAと対戦するも敗北。
- 3月24日、ジュースがオーエンズを相手にUS王座の防衛に成功。
- 4月6日（アメリカ時間）、マディソン・スクエア・ガーデン大会の第０試合「1分時間差バトルロイヤル～HONORランボー～」に田口、矢野が出場。また、第7試合で棚橋がザック・セイバーJr.の保持するRPWブリティッシュ・ヘビー級王座に挑戦するも敗北。
- 4月20日、ジュースがバッドラック・ファレを退け、US王座2度目の防衛に成功。
- 4月23日、BEST OF THE SUPER Jr.26の出場選手が発表され、田口がBブロックにエントリーされた。
- 4月29日、真壁＆矢野組がタマ・トンガ＆タンガ・ロア組の保持するIWGPタッグ王座に挑戦するも敗北。
- 5月7日、タカタイチ興行第7試合で田口がタイチと対戦。28分にも及ぶ試合の末敗北。
- 6月3日、田口がSUPER Jr.Bブロック公式戦でウィル・オスプレイと対戦。勝てば優勝決定戦進出という状況だったがストームブレイカーの前に敗れ、3年ぶりの優勝決定戦進出はならなかった。
- 6月5日、マディソン・スクエア・ガーデン大会以降左肘の怪我で欠場していた棚橋が、ホワイトを相手に復帰戦を闘うも敗れた。また、ジュースがジョン・モクスリーに敗れUS王座陥落。
- 6月16日、G1 CLIMAX29の出場選手が発表され、棚橋がAブロックに、矢野、ジュースがBブロックにエントリー。
- 6月25日、田口がファンタズモの保持するRPWブリティッシュ・クルーザー級王座に挑戦するも敗北。
- 6月25日（オーストラリア時間）、ジュースがマイキー・ニコルスと組みIWGPタッグ王座に挑戦するも敗北。
- 7月6日（アメリカ時間）、アメリカン・エアラインズ・センターで行われたG1 CLIMAX Aブロック開幕戦のメインイベントで棚橋がオカダ・カズチカに敗れ黒星スタートとなる。
- 7月13日、Bブロック開幕戦で、ジュースは鷹木信悟に、矢野は内藤哲也にそれぞれ勝利。
- 8月10日、Aブロック最終戦で棚橋がオスプレイに敗れ、前年優勝者として挑んだ大会で11年振りの負け越しに終わった。
- 8月11日、Bブロック最終戦で矢野はジェフ・コブに敗北も、ジュースはモクスリーに勝利。両者ともに4勝5敗。
- 8月23日～25日（アメリカ時間）、田口が「SUPER J-CUP 2019」に出場。1回戦でジョナサン・グレシャムを下すも、2回戦でドラゴン・リーに敗れる。

### 2021年
- 8月20日、新日本プロレスオフィシャルサイトの自身のブログにて『TOKYO2020オリンピック、パラリンピックを持ちましてタグチジャパンが一旦解散するということ』と解散を発表。
- 9月15日、新日本プロレスリングYouTube公式チャンネルにて「新日SSプレゼンツ!月刊69」を配信し田口が出演。田口が解散について改めて説明し、「あとでまた復活したいときに、解散すると宣言してしまうと嘘をついたと思われる」との理由で、活動休止と改めた[15]。

### 2022年
- 10月10日、BULLET CLUBを脱退したヒクレオと、棚橋弘至で6人タッグを結成した田口は、NEVER6人タッグ王者組のEVIL＆高橋裕二郎＆SHO組と対決。この現王者組との対決に勝利したことをきっかけに、タグチジャパンの活動再開を宣言。同時に、NEVER6人タッグ王座への挑戦表明も行った。
- 10月23日、田口にも縁の深い青森の地で、NEVER6人タッグマッチが組まれた。タグチジャパン活動再開後の初めてのタイトルマッチとなったが敗戦。

## メンバー
終身名誉監督
- 邪道

背番号は『90』、また愛称については邪道自身の希望により『チョーさん』となった。
監督
- 田口隆祐

オリジナルメンバー。タグチジャパン監督。第1~8期A代表メンバー。背番号は『69』。
歴代A代表メンバー
- 棚橋弘至

オリジナルメンバー。第1、2期A代表メンバー。背番号は『1／100』。
- 真壁刀義

2017年6月14日に加入。第5~8期A代表メンバー。背番号は『55』。
- トーア・ヘナーレ

2018年4月27日に加入。第6期A代表メンバー。
- 矢野通

2019年1月4日に加入。第8期A代表メンバー。背番号は『106』。
- コルト・カバナ

2020年2月21日に加入。
- ヒクレオ

2022年10月に加入。背番号は『1900』。
A代表候補メンバー
- ドラゴン・リー

2017年3月7日に加入。CMLL所属。
- ハリウッドJURINA

2017年3月7日より加入。背番号は『17 ※永久欠番』。
- チーズバーガー

2017年5月11日に加入。ROH所属。
- 小島聡

2017年5月18日に加入。翌19日に助監督に就任したが、6月4日に解任された。背番号は『54』。
育成枠（一時撤廃中）
- 川人拓来

2017年12月20日より加入。
- 海野翔太

2017年12月20日より加入。
- 八木哲大

2017年12月20日より加入。
♡枠
- 元井美貴

2017年5月14日より加入。

## 元メンバー
- ヨシタツ

2017年4月14日よりスタッフ枠として加入。4月24日より三上博史枠へ昇格。5月4日戦力外通告により離脱。
- リコシェ

2017年3月24日より加入。第2、3期A代表メンバー。10月9日より離脱。背番号は『88』。
- 獣神サンダー・ライガー

2017年9月21日より加入。2020年1月5日引退。
- タイガーマスク

2017年9月21日より加入。12月20日より離脱。
- KUSHIDA

2017年3月7日より加入。第4期A代表メンバー。2019年1月29日、新日本プロレス退団により離脱。背番号は『94 ※永久欠番』。
- 中西学

オリジナルメンバー。第1期A代表メンバー。2020年2月22日引退。背番号は『7024』。
- マイケル・エルガン

2017年3月7日より加入。第7期A代表メンバー。2019年3月31日、新日本プロレス退団により離脱。
- ジュース・ロビンソン

2022年5月1日、BULLET CLUB加入により脱退。
- デビッド・フィンレー

2023年3月6日、BULLET CLUB加入により脱退、5代目リーダー就任。

## サポートメンバー
- ハンソン[16]
- レイモンド・ロウ[16]
- ACH[17]
- 飯伏幸太[18]
- ジョン・モクスリー
- 羽南
- 飯田沙耶

## タイトル歴
棚橋弘至 & 中西学 & 田口隆祐
- NEVER無差別級6人タッグ王座（第10代）

棚橋弘至 & 田口隆祐 & リコシェ
- NEVER無差別級6人タッグ王座（第12代）

真壁刀義 & 矢野通 & 田口隆祐
- NEVER無差別級6人タッグ王座（第19代）

田口隆祐 & リコシェ
- IWGPジュニアタッグ王座（第53代）

棚橋弘至
- IWGPヘビー級王座（第67代）
- IWGPインターコンチネンタル王座（第16代）
- RPWブリティッシュ・ヘビー級王座（第22代）
- IWGPタッグ王座（第86代）
- G1 CLIMAX 優勝（2018年）
- 2018年度プロレス大賞 最優秀選手賞

KUSHIDA
- IWGPジュニアヘビー級王座（第77代、82代）
- ROH世界TV王座（第15代）
- BEST OF THE SUPER Jr. 優勝（2017年）
- WCPWプロレス・ワールドカップ 優勝（2017年）

リコシェ
- バトル・オブ・ロサンゼルス 優勝（2017年）

マイケル・エルガン
- NEVER無差別級王座（第17代）
- CMLLインターナショナルグランプリ 優勝（2018年）

ドラゴン・リー
- IWGPジュニアヘビー級王座（第84代）

ジュース・ロビンソン
- IWGP USヘビー級王座（第3代、第5代）
- IWGPタッグ王座（第84代）
- WORLD TAG LEAGUE 優勝（2019年）

デビッド・フィンレー
- IWGPタッグ王座（第84代）
- WORLD TAG LEAGUE 優勝（2019年）

飯伏幸太
- IWGP世界ヘビー級王座（初代）
- NEVER無差別級王座（第22代）
- IWGPヘビー級王座（第73代）
- IWGPインターコンチネンタル王座（第21代、第27代）
- IWGPタッグ王座（第86代）
- G1 CLIMAX 優勝（2019年、2020年）
- 2019年度プロレス大賞 技能賞

ハリウッドJURINA
- WIP最強クイーン決定T優勝
- ハリウッドJURINA（パートナーは道頓堀白間）
- 第10回AKB48世界選抜総選挙1位

## 連携技
上からドンどどん
中西が上からドン！を放ってから田口がどどんを敢行する連携技。
日本三景型オーマイ＆ガーアンクル
田口がオーマイ＆ガーアンクル、中西がアルゼンチンバックブリーカー、棚橋がテキサスクローバーホールドと各々の得意な関節技を極める技。